# Церква Різдва Іоанна Предтечі (Мишкинська)
Церква Різдва Іоанна Предтечі (Предтеченський храм) (рос. Церковь Рождества Иоанна Предтечи) — православний храм в станиці Мишкинська Ростовської області; Ростовська і Новочеркаська єпархія, Аксайське благочиння; Ростовская и Новочеркасская епархия, Аксайское благочиние.
346728, Ростовська область, Аксайський район, станиця Мишкинська, вулиця Просвіти, 1а.

## Історія
Кам'яна церква на хуторі Мишкинському побудована в 1910 році, проте в 1930-ті роки була закрита. Будівля храму використовувалася як сільський клуб, а потім під зерносховище. У 1970-ті роки будівлю остаточно зруйновано, а на його місці побудований дитячий садок; зберігся будинок священика.
Тільки після розпаду СРСР, в 2002 році, відновилася діяльність парафії. Спочатку служби відбувалися в одному з приміщень Мишкинського Будинку культури, а в 2009 році парафії передано будівлю колишнього магазину на вулиці Просвіти. Силами парафіян, а також з допомогою козацтва та місцевої адміністрації будівлю відремонтовано, встановлений іконостас і престол.
В даний час настоятелем храму Різдва Іоанна Предтечі в березні 2012 року став ієрей Костянтин Євгенович Федосєєв.

## Архітектура
Будівля прямокутна, в плані покрито шифером. Складена з цегли, поштукатурена, пофарбована в білий колір.